# Vlag van Tsjernihiv (oblast)

Vlag van Tsjernihiv

De vlag van Tsjernihiv is het symbool van de in het noorden van Oekraïne gelegen oblast Tsjernihiv en werd op 11 juli 2000 officieel in gebruik genomen.
De vlag, die een hoogte-breedteverhouding heeft van 2:3, bestaat uit drie horizontale banen in de kleurencombinatie groen-wit-groen met in een wit kanton het oblastwapen. De groene banen nemen elk twee vijfde van de hoogte van de vlag in; de witte baan een vijfde.
De groene banen verwijzen naar de twee delen van de oblast, die door de oost-west stromende Desna-rivier (gesymboliseerd door de witte baan) van elkaar gescheiden worden.